# Drosophila petitae
Drosophila petitae är en tvåvingeart som beskrevs av Léonidas Tsacas 1981. Drosophila petitae ingår i släktet Drosophila och familjen daggflugor.
Artens utbredningsområde är Elfenbenskusten, Kamerun och Gabon.